# Валериан (военный магистр)
Валериан (лат. Valerianus; умер после 556) — восточноримский военачальник и госдеятель, бывший одним из полководцев Юстиниана Великого. Родом из Фракии. Занимал пост военного магистра (главнокомандующего) восточноримской армии в Армении. Участник кампаний Юстиниана — покорения вандальской Африки, завоевания готской Италии и сражения при Англоне (римско-персидская граница) в ходе Лазской войны.

## Биография

### Происхождение и участие в Вандальской войне
Валериан был родом из Фракии, о чём пишет хронист эпохи Юстиниана Великого и секретарь Велизария Прокопий Кесарийский. Известно, что у него был племянник по имени Дамиан, который также был полководцем в годы правления Юстиниана. Папа Пелагий I (556—561) писал, что Валериан являлся братом патриция Иоанна, однако это явно образное выражение, которое нельзя понимать буквально.
В 533 году Валериан был в числе девяти человек, которым император получил командовать войсками федератов в экспедиции против королевства вандалов и аланов. Вместе с одним из них, Мартином, он отбыл с авангардом на Пелопоннес, где дожидался остальных, которые отбыли в середине июля из Константинополя. Юстиниан приказал им не задерживаться в пути и не возвращаться до окончания миссии, что Прокопий Кесарийский оценил как дурное предзнаменование, а также предупреждение относительно того, что в Африке экспедицию будет ждать неприятность в лице мятежа Стотцы. Валериан и Мартин направились в Ментону в Месинии, где вскоре присоединились к группировке Велизария. По словам византиниста Джона Мартиндейла, во время экспедиции Валериан мог быть одним из полководцев, которых король вандалов и аланов Гелимер разбил при десятой марке. В декабре Валериан был архонтом, который удерживал левое крыло армии в битве при Трикамаре.

### Восстание в Африке и войны с готами
Велизарий вернулся в Константинополь по окончании военных действий против вандалов в 534 году. Мартиндейл считает очевидным тот факт, что Валериан не последовал за ним, а остался в новообразованном Африканском экзархате под началом префекта претория Соломона. Через два года, весной, произошёл бунт в армии. Валериан в этот момент находился в Нумидии, где командовал войсками с остальными оставшимися на континенте военачальниками. Соломон послал туда Мартина и его людей чтобы убедить военачальников не поддерживать бунт и удержать от него своих солдат. Мартиндейл считает возможным, что после этого Мартина и Валериана отозвали в Константинополь. Валериан является единственным нумидийским офицером, чьё имя упоминается в источниках, из чего Мартиндейл делает вывод, что он мог быть старшим офицером здесь, а возможно и занимать должность дукса провинции Нумидия до Маркелла.
В декабре император Юстиниан отправил Валериана и Мартина с войском в Италию. В это время они, по предположению Мартиндейла, могли занимать должность военных магистров. Впоследствии обоих повысили до командующих сразу двух армий, то есть высшей степени звания военный магистр. Исходя из имеющихся данных Мартиндейл сделал вывод, что Валериан занимал этот пост до 556, а то и до 559 года.
Направляясь в Константинополь Валериан и Мартин не смогли пробраться дальше Греции, не исключено, что из-за плохой погоды, в связи с чем остановились на зимовку в Этолии и Акарнании. В марте следующего, 637 года, по просьбе Велизария, Юстиниан направил их не в столицу, а на Апеннинский полуостров. Мартин и Валериан прибыли в Рим через 20 дней после того, как Порт пал перед остготами под командованием короля Витигеса, что произошло 2 апреля 637 года. Они вели подкрепление численностью в 16 тысяч всадников, в основном наёмников «варварского происхождения» — гуннов и славян-антов. 15 тысяч человек из этой армии во главе с Мартином и Валерианом направились по приказу Велизария в атаку на 5-тысячный конный отряд врага, который был разбит и почти полностью уничтожен. В середине июня к городу подошёл Евталий и принёс жалование войскам. В это время Мартин и Валериан находились на Нероновом поле, куда их отправил Велизарий для привлечения внимания готов. Завязался бой, в котором римляне были окружены и оказались в опасной близости от разгрома, однако их спасли основные силы, что прибыли под командованием военачальника Бокаса. В дальнейшем готам удалось окружить последнего, однако совместными усилиями Валериан и Марк спасли того от разгрома.
Позже, в сентябре или октябре, Валериан собрал всех гуннов, что были в армии, и начал постройку укреплённого лагеря на Тибре для защиты пасущихся лошадей имперской армии и для осложнения коммуникации готов. Он успешно выполнил свою задачу и вернулся в Рим. В следующем году наступило перемирие, в ходе которого Валериан и военачальник германского происхождения Ильдегер помешали другому военачальнику и патрицию Константину убить Велизария. В источниках о кампании 539 и 540 годов Валериана почти нет. Исключение составляет небольшой эпизод, произошедший при Ауксимо, из чего Мартиндейл делает вывод, что всё это время военачальник был рядом с Велизарием. Во время осады этого города Валериан послал одного из своих славянских подданных в город для захвата языка, который мог бы рассказать о том, почему готы всё ещё не сдаются. Благодаря этому предприятию вскрылось предательство военачальника Бурсентия. В дальнейшем Валериан был рядом с Везизарием вплоть до падения Равенны в 540 году. Летом 540 года он вернулся в Константинополь, как и Велизарий и 3 других офицера — Геродиан, Мартин и Ильдегер.

### Лазская война
В 541 году Валериан получил должность военного магистра Армении. Император направил его вместе с Велизарием на восточный фронт, где шла крупная война с Сасанидской Персией. На пути туда Валериану удалось разбить и уничтожить большую часть гуннских отрядов персидской армии, которых послал для отвлечения римских сил от Лазики шахиншах Хосров I Ануширван. В 543 году к Валериану прибыли посланцы от Набеда, сасанидского военачальника, которые жаловались на императорских эмиссаров Констанция и Сергия, которые так и не прибыли для заключения мирного договора. Один из них, мобед Двина, сообщил, что персы уже сейчас готовы к заключению мирного договора с римлянами, а второй, его брат, в частном порядке доложил о том, что Хосрову нужен мир поскольку в его государстве проблемы из-за восстания его старшего сына и вспышки чумы в Сасанидской армии. По данным Прокопия Кесарийского, Валериан отправил своих эмиссаров к Хосрову с ответом о том, что послы римлян скоро будут, но секретно доложил императору переданные ему данные о внутренней обстановке в Персии.

Римско-сасанидская граница, IV—VII века.

Юстиниан поручил Валериану, Мартину и другим военачальникам объединить силы и поспешить со вторжением в Армению. Являвшийся ныне военным магистром Востока Мартин не пользовался доверием и авторитетом у прочих военачальников империи, из-за чего группировка численностью в 30 тысяч человек оказалась разделена на несколько частей: одна часть во главе с Мартином, Ильдигером и Феоктистом находилась в крепости Кифаризум, а другая во главе с Петром, Валерианом и Нарсесом находилась около Феодосиполиса. Противостоявшая им сасанидская армия под командованием Набеда насчитывала 4000 воинов. Она расположилась в находившемся к западу от Двина горном селении Англон (современный Дёнемеч). Вторгались войска империи беспорядочно — первым вошёл Пётр, следом атаковали Филемуд и Верон. Лишь за ними вошли Мартин и Валериан, которые объединились с основными силами лишь на персидской территории. Армия активно двигалась в сторону противника, не останавливаясь для расхищения земель врага. В Англе, примерно в 15 милях (24 километрах) от точки назначения армия неожиданно встретилась с силами противника. Началось беспорядочное сражение, которое окончилось катастрофой в виде полного поражения римской армии и повального её бегства.
В этом сражении Валериан командовал левым флангом. Отдельной критики как действия всех военачальников, так и армии в целом подверглись от Прокопия Кесарийского, который описал главную причину поражения как недисциплинированность и несогласованном в действиях между руководством. Однако ряд историков оспаривает такие оценки. В том числе высказывается мнение, что императорское войско не было готово к навязанному персами типу боя, особенно учитывая недисциплинированность римских воинов из числа «варваров». Византинист Дж. Б. Бьюри писал, что негативная оценка действий участвовавших в сражении при Англоне полководцев вызвана верностью Прокопия Кесарийского их сопернику Велизарию. Военный историк Л. И. Р. Петерсен указывал, что описание действий римлян в походе скорее свидетельствуют об их приверженности обычным тогда стратегии и тактике, чем об отсутствии должного управления войсками. Польский антиковед А. Сарантис отмечал также героизм персидских воинов, проявленный при отражении атаки римлян.
В дальнейшем Валериан продолжал командование войсками. По его приказу 50 человек под командованием перебежчика Артабана разграбили персидскую крепость и вернулись обратно с добычей, что было демонстрацией верности империи. В другом сражении Валериан захватил в бою перса Бесраба, военачальника и близкого подчинённого Хосрова I. Валериан находился в регионе до 547 года, после чего Юстиниан отозвал его обратно в Константинополь.

### Дальнейшее участие в готских войнах
В конце 547 года Валериан отправился в Италию по приказу императора и по просьбе Велизария, ведя с собой тысячу гвардейцев. В середине декабря того же года он прибыл в Эпир, где остался на зиму. 300 человек он направил к племяннику Виталиана Иоанну, заявив ему, что покинет регион весной. Готский историк Иордан упоминает, что Валериан находился в Эпире зимой 545/6 года, однако, скорее всего, он неправильно датировал этот эпизод. Весной 548 года военачальник получил от Юстиниана приказ как можно скорее присоединиться к Велизарию и переправился в Гидрунт, где встретился с ним и его супругой Антониной. В середине года офицеры отплыли из города. Целью их экспедиции стало освобождение города Русциана, который осаждали готы во главе с королём Тотилой (541—552). На пути флот попал в сильный шторм, который разбросал корабли по морю. Кораблям пришлось направиться на перегруппировку в Кротон и лишь после этого они поплыли в Русциану. Однако готы не дали флоту врага возможности причалить, из-за чего Велизарий отдал приказ вернуться в Кротон, откуда военачальник вернулся в Рим, оставив все силы под общим командованием Валериана и Иоанна.
Велизарий поручил Валериану и Иоанну высадить свои войска, как пешие, так и конные, и направиться по суше в Пицене, где преследовать готские войска в надежде побудить короля отказаться от осады и атаковать их. Иоанн повиновался приказу, а Валериану данный план показался излишне рискованным, в связи с чем он направился вверх по течению до Анконы где планировал высадиться и воссоединиться с силами Иоанна. Тотила же, прознав о действиях врага, не отказался от осады, а лишь направил 2 тысячи человек на помощь пиценскому гарнизону. В 549—550 годах действия Валериана неизвестны, ибо источники не упоминают его имени, что, по мнению Мартиндейла, говорит о его бездействии в этот период. В 551 году Валериан оказывается в Равенне. Готы взяли в осаду Анкону, из-за чего провизия стремительно заканчивалась, и когда её уровень был крайне низок Валериан направил письмо Иоанну о необходимости срочной помощи. Вскоре после этого события военачальники встретились в Эскардоне, куда Иоанн прибыл с 12 кораблями. Там, посовещавшись, они собрали флот и поплыли через Адриатику к Сене Галльской, где бросили якорь недалеко от Анконы. Им противостоял готский флот. Анкона тогда оставалась единственным удобным портом для Восточной Римской империи. С моря её блокировали 47 кораблей «варваров». Объединенные силы римских полководцев же превышали флот противника на 3 корабля. В последовавшем морском сражении готы потерпели поражение, что привело к снятию осады с Анконы и отходу готов к Ауксиму. Прокопий Кесарийский назвал это сражение переломным во всей военной кампании, хотя в историографии такая трактовка не является общепризнанной. Римляне заняли и разграбили вражеский лагерь, после чего пополнили гарнизон города. Валериан же вернулся в Равенну.
В 552 году, с февраля по июнь, когда готы контролировали Венецию и Истрию, а весь регион находился под угрозой франкских набегов, Валериан отказался разрешить посвящение нового епископа в Медиолане, пока не доложит об этом императору и не заручится его одобрением. Затем, в июле-октябре, хотя регион кишел врагами, он привёз в Равенну нового епископа Виталия и того, кто должен был его рукоположить. В том же году Валериан и Юстин присоединились к Нарсесу в его экспедиции по Италии. Прибыв в Равенну 6 июня, армия отправилась оттуда маршем в Аримин, пройдя через Петра-Пертузу и разбив лагерь поблизости от галлов. В последовавшей битве Валериан принял на себя командование левым флангом.

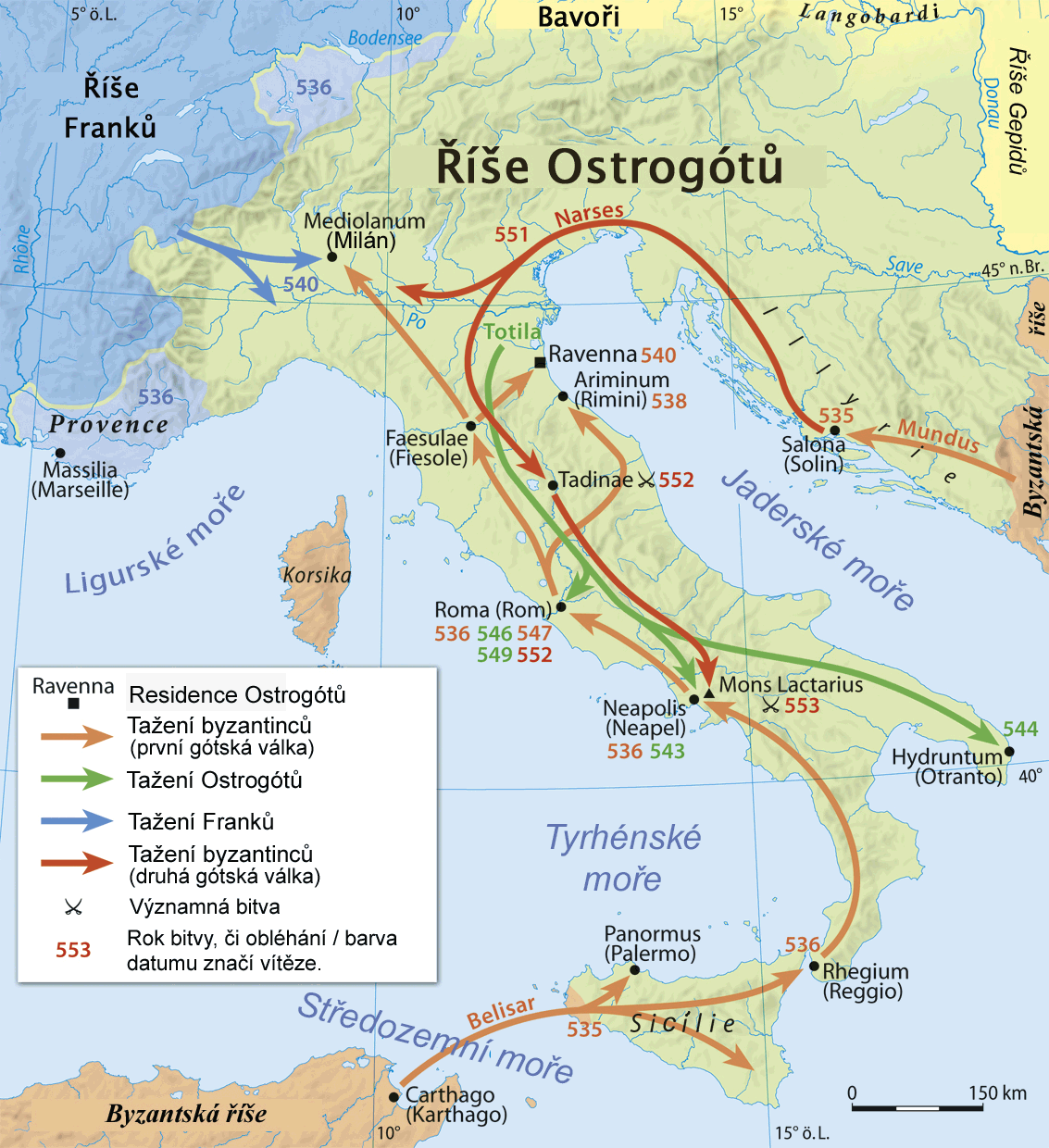
Передвижение войск в ходе покорения Италии

В армии находилось 9—10 тысяч лангобардов, герулов и гепидов. Армия сгруппировалась в центре на склоне холма. На обоих крыльях армии располагались отряды конницы, вооруженной луками и копьями. Левое крыло, которым командовали Нарсес и военачальник Иоанн, состояло из лучших войск армии и гуннов. Правым крылом командовали Валериан, Дагистай и ещё один Иоанн, который командовал остальной римской кавалерией. Перед каждым крылом находилось по 4 тысячи лучников, а за левым крылом — еще полторы тысячи кавалеристов. Согласно Прокопию, 500 из них должны были действовать как резерв, а остальные — зайти в тыл врага, если готская пехота атакует римский центр или фланги. Готы, вероятно, группировали свои армии таким же образом: пехота в центре, а конница на флангах. Изначально состоялась битва между римским и готским солдатом, в котором победу одержал первый. Изначально противники выжидали, но затем готы провели массированную атаку на центр армии римлян, лучники которой сформировали полумесяц на возвышенности, вне досягаемости кавалерии, основной силы противника. Битва длилась недолго, и, по словам Прокопия, обе стороны провели её мужественно. Готская атака на центр врага провалилась. После этого Валериан мог отправить свои 1500 кавалеристов в тыл врагу, но доподлинно его действия неизвестны. Однако известно, что вся армия перешла в наступление, и готам пришлось бежать. Кавалерия преследовала врага крайне ожесточённо и многих перебила. Прокопий писал о 6 тысячах убитых готах. Во время преследования один из гепидов левого фланга смертельно ранил короля готов, однако остальным силам удалось скрыться. Похоронив Тотилу, готы отошли. Римляне, узнав о смерти врага, выкопали тело для того, чтобы убедиться в этом, а затем перезахоронили вновь.
После победы империи Валериан вместе с племянником Дамианом и его войсками направился в сопровождение лангобардов до границы с империей, следя за тем, чтобы они не причинили вреда инфраструктуре — хотя «варвары» и были союзниками, римляне им не доверяли. После того как они выполнили свою миссию, Валериан осадил Верону и собирался вести переговоры о капитуляции с гарнизоном, когда в Венецию прибыли франки и заставили его и его армию бежать, ничего не добившись. Остготы в это время выбрали королём Тейю, который начал реорганизацию армии в Тичино. Валериан же вместе с армией прибыл на реку По чтобы задержать продвижение противника при атаке Нарсеса на Рим. Он захватил Петру-Петрузу, что располагалась на Фламиниевой дороге, и продолжал оставаться там до начала сопровождения войск Нарсеса в Кампанию против Тейи. Последний пошёл альтернативными путями в попытке отбить Кумы.

### Комментарии
1. ↑  Остальных 8 звали Алтия, Киприан, Кирилл, Иоанн[порт.], Дорофей[порт.], Маркелл, Мартин и Соломон[2].